# Igor Klebanov
Igor Romanovich Klebanov (russisch И́горь Романович Клеба́нов, Transkription Igor Romanowitsch Klebanow; * 29. März 1962 in der Sowjetunion) ist ein russisch-US-amerikanischer theoretischer Physiker, der sich mit Stringtheorie befasst.
Klebanov kam noch als Jugendlicher in die USA und studierte am Massachusetts Institute of Technology mit dem Bachelor-Abschluss 1982 und wurde 1986 bei Curtis Callan an der Princeton University promoviert. Als Post-Doktorand war er bis 1989 am SLAC. 1989 wurde er Assistant Professor, 1995 Associate Professor und 1998 Professor für Physik an der Princeton University.
2012/13 ist er Acting Director des Princeton Center for Theoretical Science (als Vertreter von Paul Steinhardt) und war vorher Associate Director.
Er war in den 1990er Jahren einer der Pioniere der Dualität zwischen Gravitation und Eichtheorien (AdS/CFT Korrespondenz), das heißt der Beschreibung stark gekoppelter Eichtheorien in d Raumzeit Dimensionen durch Gravitation in bestimmten gekrümmten d+1-dimensionalen Räumen (Anti-De-Sitter Räume).
Dabei gab er auch eine duale Beschreibung einer Eichtheorie mit Farb-Confinement – für die eigentlich interessierende QCD in vier Raumzeit-Dimensionen existiert allerdings bis heute keine einfache duale Beschreibung.
1991 bis 1995 war er Sloan Research Fellow und 1991 bis 1997 Presidential Young Investigator. 2010 war er Guggenheim Fellow. Er ist Fellow der American Physical Society. 2012 wurde er in die American Academy of Arts and Sciences gewählt, 2016 in die National Academy of Sciences. 2017 erhielt er den Pomerantschuk-Preis, 2022 die Oskar-Klein-Medaille. 2023 wurde er mit der Dirac-Medaille (ICTP) ausgezeichnet.
Er hat die US-Staatsbürgerschaft. Er ist seit 1991 verheiratet und hat zwei Töchter.

## Schriften
- TASI Lectures: Introduction to AdS/CFT Correspondence, TASI, Boulder 1999, Arxiv
- mit Marcus Benna Gauge String Dualities and some applications, Les Houches Lectures 2007, Arxiv
- mit Steven Gubser, Alexander Markowitsch Poljakow Gauge Theory Correlators from Non-Critical String Theory, Physics Letters B, Band 428, 1998, S. 105–114, Arxiv
- mit Juan Maldacena: Solving quantum field theories via curved spacetimes, Physics Today, Januar 2009,  Online